# كين هارادا
كين هارادا هو سياسي ياباني، ولد في 12 فبراير 1919 في أوساكا في اليابان، وتوفي في 29 يناير 1997 في إكيدا في اليابان. حزبياً، نشط في الحزب الليبرالي الديمقراطي الياباني. وقد انتخب عضو مجلس النواب من اليابان.